# Дипентодоновые
Дипентодонтовые (лат. Dipentodontaceae) — семейство цветковых растений порядка Уэртеецветные (лат. Huerteales). Содержит 2 рода и 16 видов.

## Ботаническое описание
Лиственные полувечнозелёные деревья и кустарники. Листья черешковые, расположены супротивно. Есть прилистники. Край листа пильчатый.
Цветки в соцветиях, причём одно крупное соцветие состоит из нескольких небольших пазушных соцветий. Цветки мелкие (1-4 мм), радиально-симметричные, как правило, пятичленные, реже четырёхчленные. У дипентодона (лат. Dipentodon) цветки гермафродитные, у перроттетии (лат. Perrottetia) — однополые, само же растение при этом двудомное. Гипантий короткий. Пять свободных фертильных тычинок расположены простым кругом. Плодолистиков 2 или 3, завязь верхняя.
Плод — односемянная коробочка или двусемянная ягода. Семена могут иметь шелуху. Эндосперм тонкий.

## Таксономия
Семейство дипентодонтовые было выделено благодаря молекулярным исследованиям. Оба рода семейства раньше относились к семейству Бересклетовые (лат. Celastraceae). Их ареал не имеет пересечений.
- Дипентодон (Dipentodon)
  - Dipentodon sinicus: Южный Китай и прилегающие районы Мьянмы.
- Перроттетия (Perrottetia)[1]. Ареал состоит из двух непересекающихся областей: первая — от Китая до Индонезийского архипелага и северо-востока Австралии, вторая — от Мексики до Перу. 
  - Perrottetia arisanensis
  - Perrottetia distichophylla
  - Perrottetia excelsa
  - Perrottetia gentryi
  - Perrottetia lanceolata
  - Perrottetia longistylis
  - Perrottetia multiflora
  - Perrottetia ovata
  - Perrottetia panamensis
  - Perrottetia quinduensis
  - Perrottetia sessiliflora